# 7781 Townsend
7781 Townsend (1993 QT) là một tiểu hành tinh được phát hiện ngày 19 tháng 8 năm 1993, bởi E. F. Helin ở Palomar.